# Виникнення вишивки

## Вишивка
Вишивка  – один з найбільш поширених видів декоративного мистецтва, в якому орнаментальне та сюжетне зображення на тканині, шкірі, повсті виконується різними ручними або машинними швами. Вишивка виникла з появою шитва на примітивному одязі людини кам'яної доби. Уже в першому тисячолітті до нашої ери вишивка досягла високого художнього рівня в народів Стародавньої Вавилонії, Греції, Риму, Китаю, Індії, Ірану. Особливою пишністю відзначалася вишивка Візантії. Вплив її позначився на вишивальному мистецтві країн Середньовічної Європи і Київської Русі.
В Україні вишивка відома з давніх часів і набула великого поширення. Впродовж віків удосконалювалась художня система вишивки, в якій гармонійно поєднуються такі фактори, як:
- матеріал,
- техніка,
- орнамент,
- композиційно-колористичне вирішення

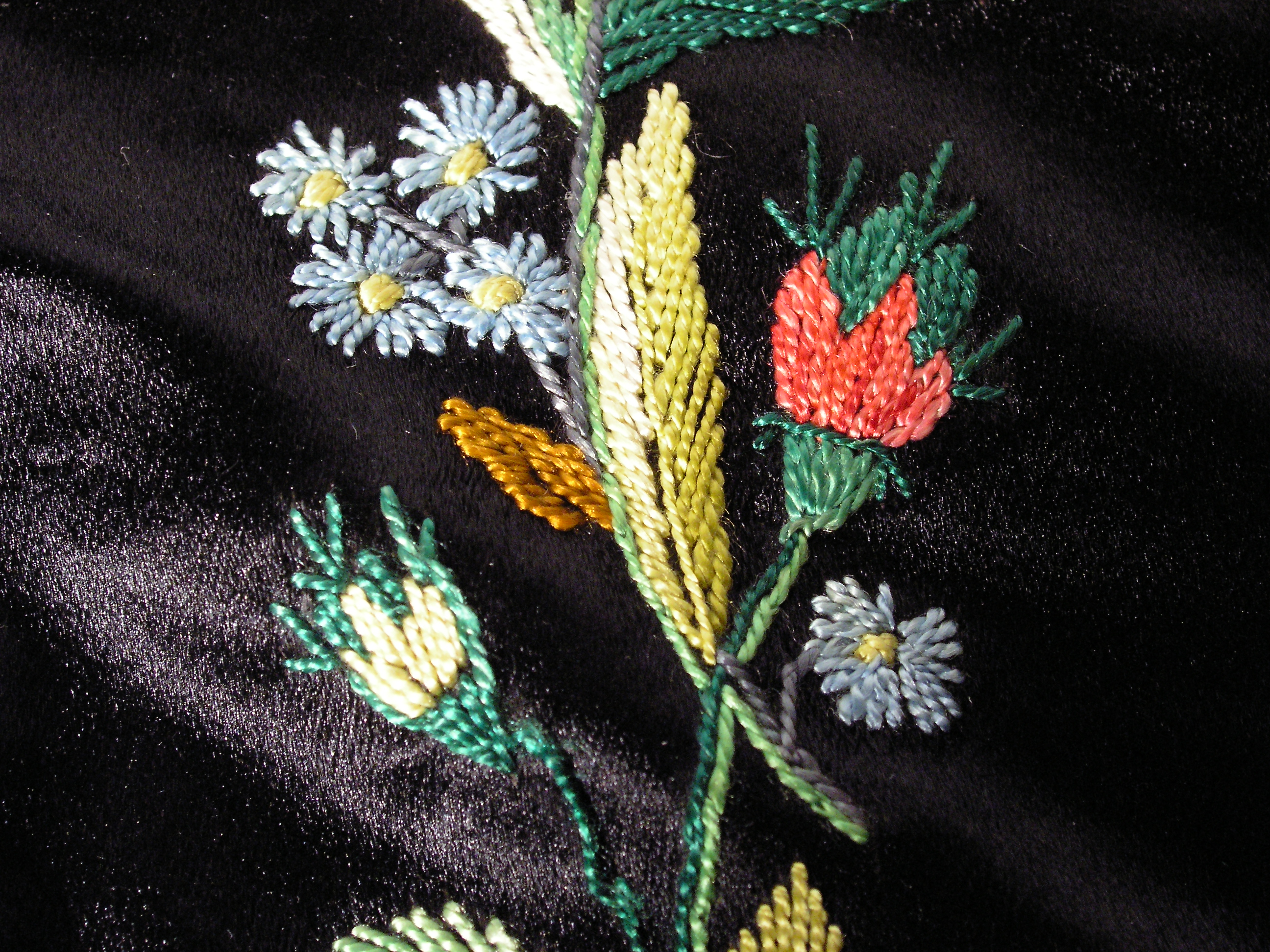
Вишивка нитками

### Виникнення
Славнозвісні пам'ятки археології часів палеоліту на Україні, зокрема Мізина на Чернігівщині та його аналогів, розкривають складну абстрактно-знакову систему відображення дійсності, початки зародження геометричного орнаменту. Круги, зубці, ромби, зигзаги, ялинки – елементи меандру, ці строгі мотиви, які ми сприймаємо як абстрактно-геометричні, декоративні, у свій час виступали як сюжетні зображення людей, землі, води, птахів та ін. У ранніх землеробських культурах ромбічним узором – символом родючості покривали глиняні жіночі фігури богинь, посудини-жертовники. Простий ромб з крапкою посередині виражав ідеограму засіяного поля; ромб з відростками або завитками на зовнішніх кутах був символом родючості. Минали віки. На території нашої країни змінювались народи. Збагачувалися знання людей про навколишній світ і про себе. Магічний зміст геометричного орнаменту поступово змінювався, з'являлися нові мотиви, знаки, обереги. Через тисячоліття тягнуться зв'язки орнаментальних схем, які постійно видозмінювались, збагачувались, залежно від конкретних соціально-історичних умов. Дослідники підкреслювали, що саме орнамент української вишивки найповніше проніс, через віки тотожність з орнаментом попередніх епох, особливо з античним геометричним орнаментом. Історичні джерела свідчать про те, що вишиті рушники, скатертини вішали в язичницькі часи на деревах, молитовниках, хащах. Про поширення вишивки на території сучасних земель України свідчать збережені археологічні матеріали, повідомлення літописців, мандрівників. Важливими свідками про вишивку на території сучасних південно-українських земель є численні «кам'яні баби», на яких чітко позначені вишивки на уставках, подолах, манжетах. В епоху Київської Русі вишивка золотими і срібними нитками зазнала розквіту і поширення в побуті феодальної знаті. Вона була популярною й оцінювалась як надзвичайна коштовність. Нею прикрашали не тільки святковий, ритуальний, княжий, а й цивільний одяг, тканини для храмів. Важливі історичні відомості про місце виготовлення вишивок, про людей, які нею займалися. Так, у ХІ столітті сестра Володимира Мономаха Ганна Всеволодівна прийняла постриг у київському Андріївському монастирі й організувала школу, де молоді дівчата вчились вишивати золотом і сріблом. Київ був центром вишивального мистецтва золотом і сріблом. Тут організовувались при монастирських школах майстерні. Дружина Рюрика Ростиславовича Ганна вишивала тканини для себе, своєї родини, для Видубецького монастиря. Вишивка була важливим заняттям і в родинах великих князів.

### Матеріали для вишивки
Матеріалом для вишивки в різний час служили жили тварин, натуральні або пофарбовані нитки льону, конопель, бавовни, шовку, вовни, волосся, а також перли, дорогоцінні камені, намиста, бісер, блискітки, черепашки, золоті і мідні бляшки, монети. Вишивка тісно пов'язана з побутом, працею, природою і, отже, завжди відображала художні смаки та уявлення, виявляла національну своєрідність і майстерність кожного народу. Перехід від кам'яного і кістяного шила до кістяний, а потім бронзової та сталевої голці сприяв винаходу і вдосконалення все нових і нових способів шиття і вишивання. Виникнувши в далекій давнині, мистецтво декоративної вишивки протягом багатьох сторіч зберігається в оздобленні житла, одягу і різних предметів побуту. Немає точних відомостей про те, де і коли з'явилася вишивка взагалі, і коли вишивка хрестом виділилася в окремий вид рукоділля. Оригінальних вишивок, що датуються раніше XII століття, майже не залишилося. Але зображення одягу та предметів інтер'єру свідчать про те, що вишивка з'явилася набагато раніше. У різних країнах візерунки відрізнялися за стилем і використовуваним кольорам. У вишивці відбивалися національний колорит і власне бачення краси кожного народу. У Західній Європі рахункова вишивка стала особливо популярна в XVI столітті. У той час вона складалася в основному з біблійних сюжетів і текстів, що поєднують різні техніки виконання. До кінця XVIII століття на зразках вишивки виразно став переважати класичний стібок хрестом. А за тематикою вишивки стали більш різноманітні. На Сході вишивкою традиційно прикрашали домашнє начиння - килими, накидки, в'ючних мішки. Відмінною особливістю східної вишивки є різноманіття застосовуваних квітів і складність орнаменту. Великий шовковий шлях сприяв поширенню вишивки по Європі. У Росії вишивка завжди була дуже символічна. Деякі візерунки народилися ще в глибоку давнину і несуть на собі відбиток язичницької символіки. Знахідки археологів свідчать про те, що на Русі вишивали ще в Х столітті. Поступово вишивка набуває все більшого поширення в оздобленні костюма і предметів побуту. З XVIII століття вона входить у життя всіх верств населення.

## Історія розвитку української вишивки
Найдавнішими українськими мотивами були геометричні візерунки, наприклад, спіралі трипільської культури. Хвилясті лінії, ромби, зигзаги, меандри, кола і цятки — такими були перші фрагменти українських орнаментів. Щодо технік, то найдавнішими  українськими вважаються подібні прийоми, як «прокол», «шов по формі», «шов в ялиночку», «шов у прикріп», «єдвабний шов», «шов по мотузці», «панцерний шов». Цими техніками оздоблювалися ризи священників та декор церкви за часів Київської Русі. До речі, саме тоді з’явились і перші вишивальні школи, які започаткувала сестра Ярослава Мудрого, Анна. Історія свідчить, що при церквах та монастирях дівчаток навчали працювати із шовковими нитками, гаптувати золотом та сріблом на парчі, оксамиті, декорувати вироби коштовним камінням.
Найдавнішими українськими  вишивальними техніками в історії є  пряма гладь, яка дуже популярна в усіх регіонах України, та «ретязь», яку полюбляли на західній Україні. Остання техніка є різновидом класичного «хрестика». Практикували вишивальниці до 150 видів технік та варіантів оздоблень одягу. Серед них були односторонні (коли візерунок лише з однієї сторони — тамбурний шов, плоска гладь, хрестик), двосторонні (двостороння гладь, низинка і т. д.).

### Призначення
Українська вишивка ніколи не обмежувалась винятково сорочками. Геометричними, рослинними, зооморфними, антропоморфними візерунками прикрашались й продовжують прикрашатися домашній текстиль та сакральні речі. Історія української вишивки свідчить, що вишивкою оздоблювали скатертини, простирадла, наволочки для подушок, фіранки, рушники, серветки, килими.
Як свідчить історія української вишивки: мистецтво живе і буде жити тисячоліття. Допоки українці одягатимуть одяг із вишитими елементами, доти триматиметься зв’язок між поколіннями.

## Вишивка бісером
Мистецтво вишивки бісером відоме з давніх часів. Ще з сивої давнини наші предки вишивали оберегові орнаменти, оздоблюючи свій одяг намистинами, а пізніше і скляним бісером. Уперше бісер почали використовувати у Стародавньому Єгипті, а на території України він набув поширення у XVIII–XIX ст. Вважають, що назва «бісер» походить від арабського «бусра», що означає «фальшиві перли».

### Види бісеру
Налічують понад 15 основних видів бісеру залежно від технології покриття: прозорий і непрозорий, з внутрішнім срібленням, з багатокольоровим «бензиновим» переливом, прозорий із зафарбованою серединою, прозорий кольоровий, металік, глазурований непрозорий, гематитовий, хамелеон, смугастий, напівпрозорий тертий, мармуровий або меланжевий, шовковий, а також із покриттям дорогоцінними металами.
Бісер також поділяють на види за його формою та розміром: круглий, краплеподібний, прямокутний, склярус (довжиною 5–7 мм), рубаний склярус «січка», зі зміщеним отвором до краю, у формі кристала або «богемський».

#### Підготовка до вишивки
1. Правильно підібрати канву: для вишивки бісером початківцям рекомендують марку «Аіда» № 14. Розмір клітинок цього полотна дає можливість закріплювати бісеринки досить щільно.
2. Нитки повинні відповідати кольоровій гамі тканини. Найкраще підійдуть міцні шовкові нитки або виготовлені зі 100% поліестру.
3. Голку потрібно обирати з тонким вушком, щоб вона легко проходила крізь отвір бісерної намистинки разом з ниткою.
4. Для вишивання також знадобляться п’яльця та гострі ножиці.

Щоб отримати гарний і якісний малюнок, потрібно підібрати достатню кількість бісеру відповідних кольорів.